# Waipiʻo Acres
Waipiʻo Acres est une zone de recensement (census-designated place ou CDP) située sur Oahu, dans le comté d'Honolulu, dans l'État d'Hawaï, aux États-Unis. Sa population s'élève à 5 236 habitants en 2010.

## Géographie
|             |               |                |
| Wheeler AFB | Waipiʻo Acres | Mililani Mauka |
|             | Mililani Town |                |

Située dans le centre de l'île d'Oʻahu, Waipiʻo Acres se trouve aux coordonnées 21° 28′ 07″ N, 158° 00′ 57″ O (21.468700, -158.015722), à une altitude d'environ 224 mètres. D'après le Bureau du recensement des États-Unis, la CDP recouvre un territoire de 2,6 km2, intégralement constitué de terre ferme.

## Démographie
| 1990  | 2000  | 2010  | - | - | - |
| ----- | ----- | ----- | - | - | - |
| 5 304 | 5 298 | 5 236 | - | - | - |

## Politique et administration
Waipiʻo Acres est rattachée au district d'Ewa.